# Bolek en Lolek
Bolek en Lolek zijn de twee hoofdfiguren uit de gelijknamige Poolse tv-animatieserie. Zij zijn gebaseerd op Władysław Nehrebecki's zoons en werden deels gemaakt door Alfred Ledwig alvorens te worden ontwikkeld door Władysław Nehrebecki en Leszek Mech. Ze verschenen voor het eerst in een animatiefilm in 1964. De serie geniet nog altijd een gewaardeerde plaats in de Poolse gelederen. In totaal zijn er 150 afleveringen gemaakt en twee bioscoopfilms. De serie was populair in veel landen, en was de enige geanimeerde film die mocht worden uitgezonden door de Iraanse televisie net na de revolutie van 1978. In Nederland was de serie te zien in de NCRV-kindertelevisieserie Op zolder.

## Personages
- Bolek (ingesproken door Ewa Zlotowska en Ilona Kuśmierska) - Loleks oudere broer.
- Lolek (ingesproken door Danuta Mancewicz en Danuta Przesmycka) - Boleks jongere broer.

## Trivia
- In het Engels zijn de tekenfilms gedistribueerd als Jym & Jam en Bennie en Lennie.
- In het Nederlands zijn de tekenfilms uitgegeven onder de naam "Bolletje & Lolletje" door "Kidstuff"

Verkrijgbaar waren: "Bolletje en Lolletje en de familie Schaap" en "Bolletje en Lolletje op avontuur", wellicht zijn er later nog meer titels uitgebracht.
- Een aantal steden in Polen hebben een straat genoemd naar de twee karakters, zoals Olsztyn, Zielona Góra, Kwidzyn, en Ostrów Wielkopolski.

## Filmografie
Series:
- Bolek en Lolek (13 afleveringen) - 1963 - 1964
- Bolek en Lolek op vakantie (13 afleveringen) - 1965 - 1966
- Bolek en Lolek gingen de wereld in (18 afleveringen) - 1968 - 1970
- De verhalen van Bolek en Lolek (13 afleveringen) - 1970 - 1971
- De avonturen van Bolek en Lolek (63 afleveringen) - 1972 - 1980
- Bolek en Lolek in het Wilde Westen (7 afleveringen) - 1972
- Plezier met Bolek en Lolek (7 afleveringen) - 1975 - 1976
- De grote reis van Bolek en Lolek (15 afleveringen) - 1978
- Bolek en Lolek onder de mijnwerkers (7 afleveringen) - 1980
- De Olympische Spelen met Bolek en Lolek (13 afleveringen) - 1983 - 1984
- Bolek en Lolek in Europa (5 afleveringen) - 1983 - 1986